# Оловянный путь
Оловянный путь — торговый путь Северной Евразии во второй половине II тысячелетия до н. э.

## Функционирование
По этому маршруту оловянная руда из месторождений, расположенных на территории Центрального, Южного и Восточного Казахстана, Алтая и севера Средней Азии (Урало-Монгольский складчатый пояс), переправлялась далеко на запад для нужд очагов металлообработки Евразийской металлургической провинции эпохи поздней бронзы: дербеденовского (Среднее Поволжье, Приуралье) и лобойковского (Среднее Поднепровье, Подонцовье). Монополия в оловодобыче принадлежала андроновским племенам (фёдоровская культура), в постандроновское время — носителям саргаринско-алексеевской (бегазы-дандыбаевской) культуры.
Трансевразийский «оловянный путь» пролегал на запад двумя ветвями. Первая шла через Средний Урал (ареал черкаскульской культуры, позднее — межовской культуры) к Среднему Поволжью и Покамью (ареал сусканской культуры), где функционировал дербеденовский очаг металлообработки. Вторая ветвь пути пролегала через Южный Урал, Степное Поволжье и Подонье к Днепру, где действовал лобойковский очаг.